# Barleria humilis
Barleria humilis är en akantusväxtart som beskrevs av Raymond Benoist. Barleria humilis ingår i släktet Barleria och familjen akantusväxter. Inga underarter finns listade i Catalogue of Life.